# Puchar Świata w narciarstwie dowolnym

Rozgrywki Pucharu Świata rozpoczęły się w sezonie 1979/1980. Obecnie w ramach Pucharu Świata rozgrywane są następujące konkurencje: skoki akrobatyczne (AE), jazda po muldach (MO), jazda po muldach podwójnych (DM), skicross (SX) oraz half-pipe (HP). W sezonie 1996/1997 zakończono rozgrywanie kombinacji, a w sezonie 1997/1998 zakończono rozgrywanie baletu narciarskiego. W sezonie 1995/1996 wprowadzono nową konkurencję – jazdę po muldach podwójnych, jednakże od sezonu 2003/2004 nie prowadzi się dla niej osobnej klasyfikacji. Zamiast tego, dla jazdy po muldach i jazdy po muldach podwójnych prowadzona jest jedna, wspólna klasyfikacja. W sezonie 2003/2004 w programie Pucharu Świata pojawił się half-pipe, wyjątkowo nie rozgrywany w sezonach 2004/2005 i 2009/2010. Najmłodszą konkurencją PŚ są zawody w skicrossie, który rozgrywany jest od sezonu 2002/2003.
Wśród kobiet najbardziej utytułowaną zawodniczką jest Szwajcarka Conny Kissling, która wygrywała Puchar Świata aż dziesięciokrotnie. Kissling wygrała także najwięcej konkursów Pucharu Świata (106). Wśród mężczyzn najwięcej razy zwyciężał Kanadyjczyk Mikaël Kingsbury, który dziewięciokrotnie był najlepszy w klasyfikacji generalnej. Odniósł także najwięcej zwycięstw wśród mężczyzn w konkursach Pucharu Świata (99).

## Punktacja Pucharu Świata
| Miejsce | 1   | 2  | 3  | 4  | 5  | 6  | 7  | 8  | 9  | 10 | 11 | 12 | 13 | 14 | 15 | 16 | 17 | 18 | 19 | 20 | 21 | 22 | 23 | 24 | 25 | 26 | 27 | 28 | 29 | 30 |
| Punkty  | 100 | 80 | 60 | 50 | 45 | 40 | 36 | 32 | 29 | 26 | 24 | 22 | 20 | 18 | 16 | 15 | 14 | 13 | 12 | 11 | 10 | 9  | 8  | 7  | 6  | 5  | 4  | 3  | 2  | 1  |

W Pucharze Świata w narciarstwie dowolnym stosuje się klasyczną punktację FIS.

## Zdobywcy Pucharu Świata

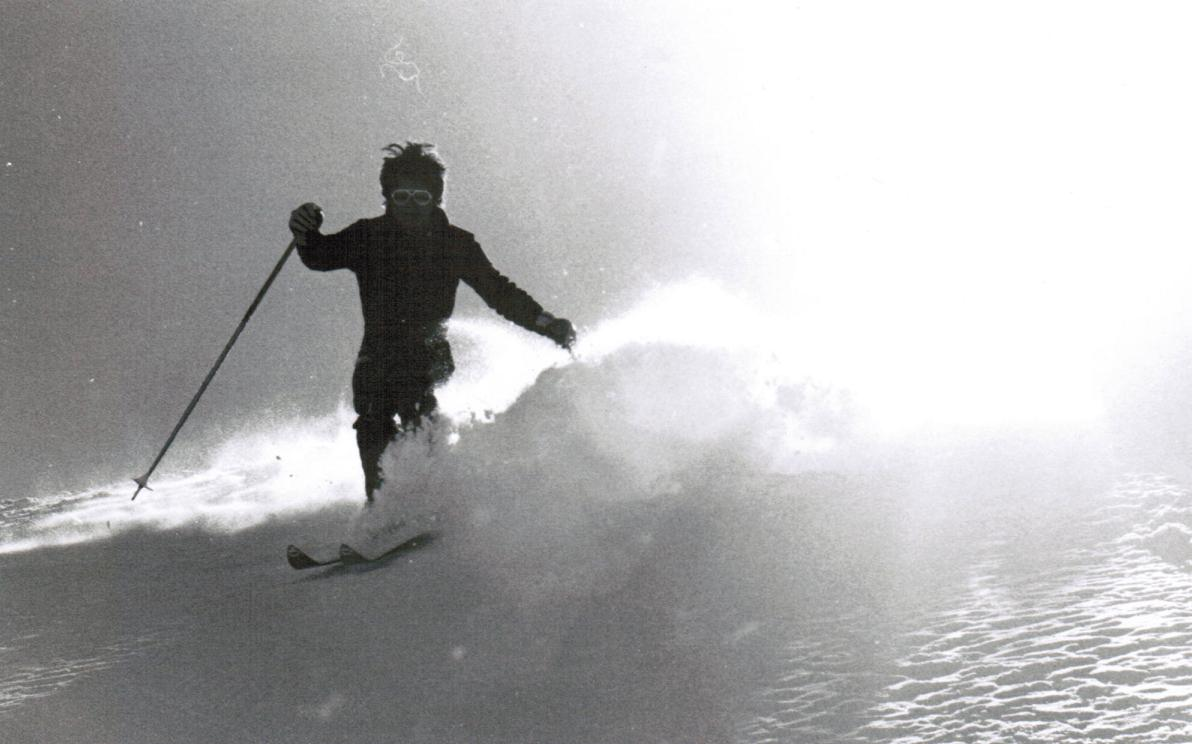
Éric Laboureix – pięciokrotny zdobywca PŚ

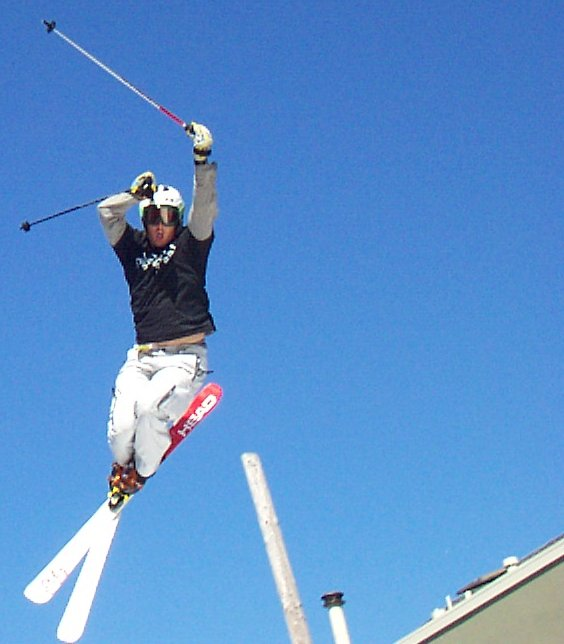
Jonny Moseley – zdobywca PŚ z 1994 i 1995 r.

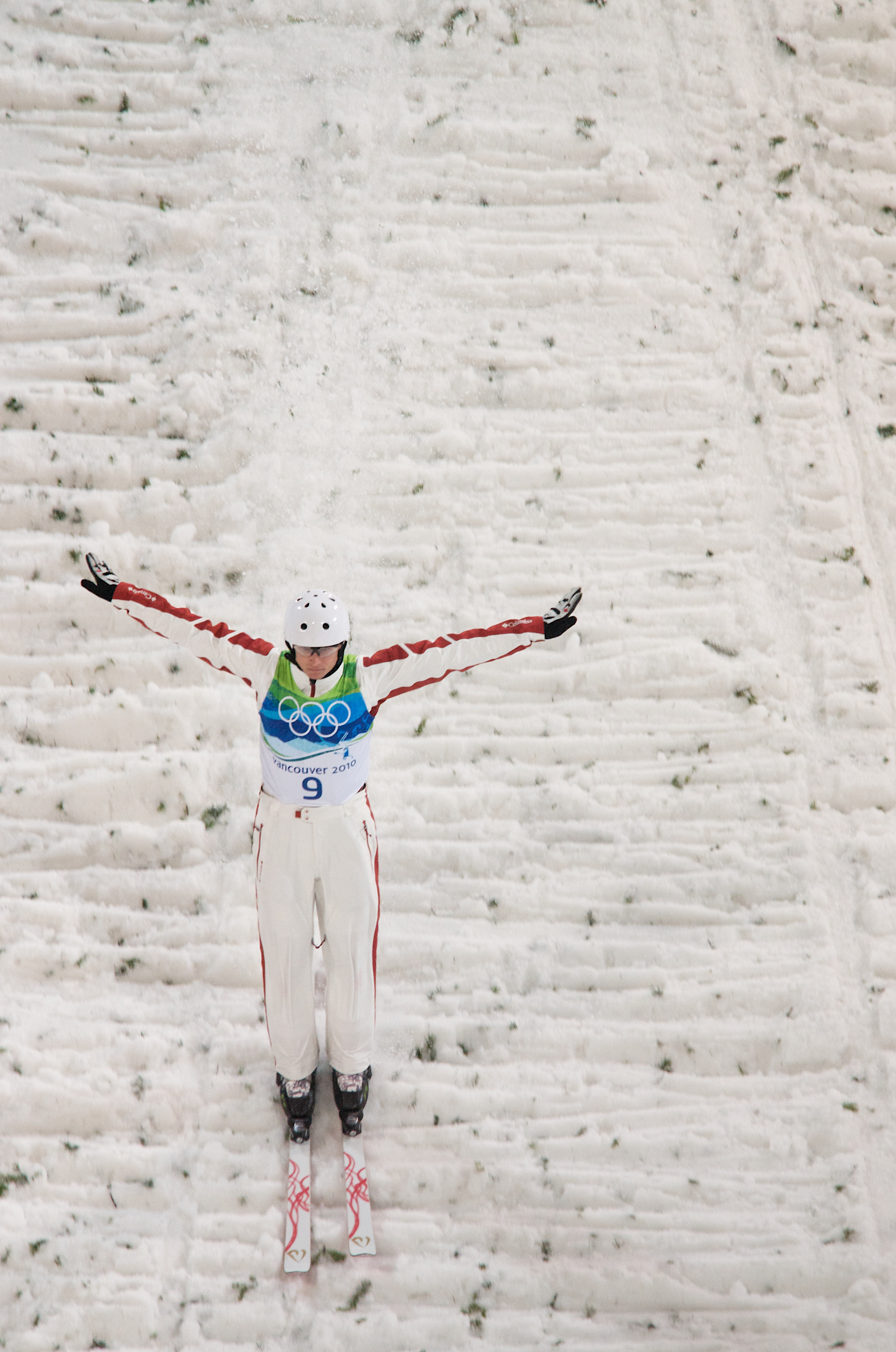
Steve Omischl – zdobywca PŚ z 2003, 2004 i 2008 r.

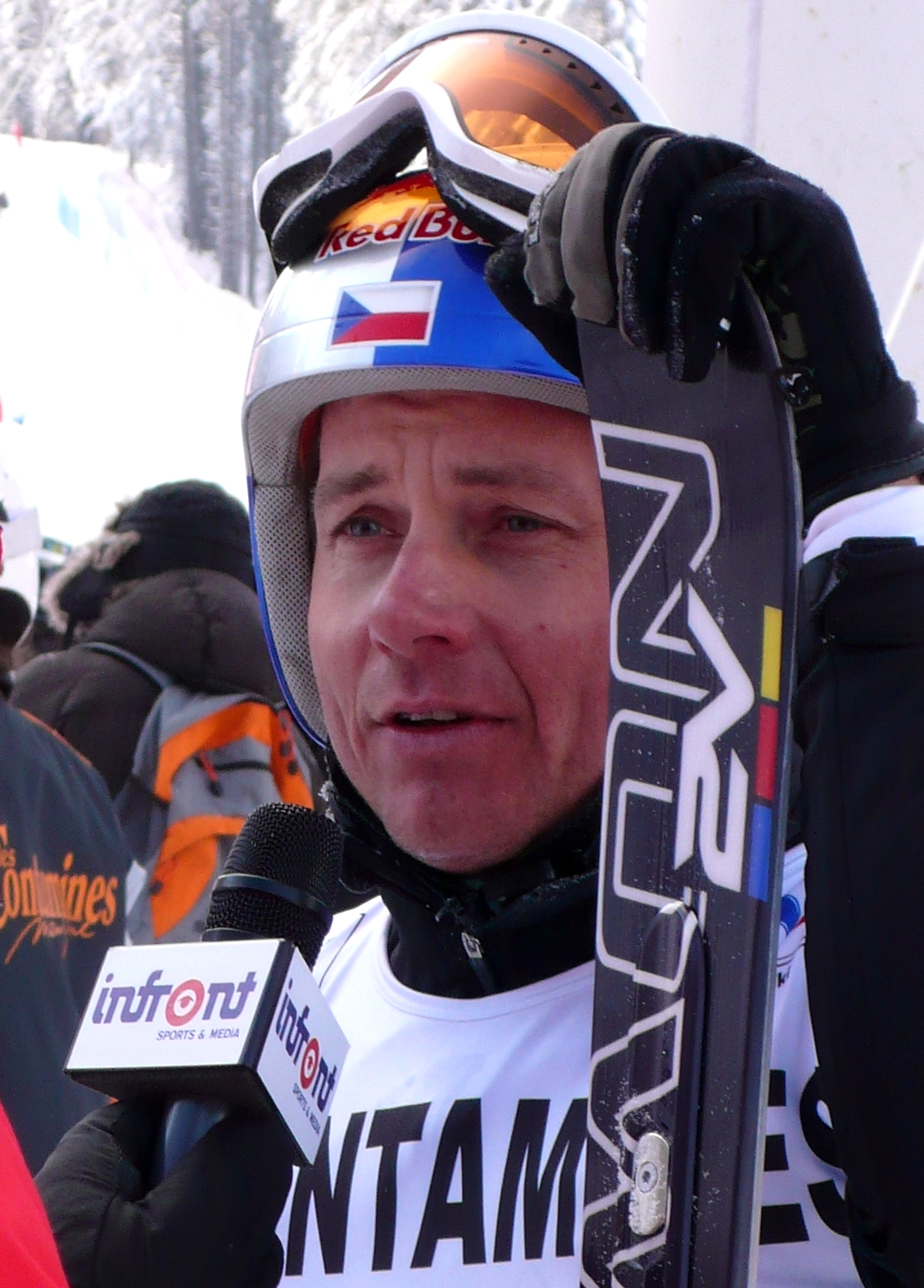
Tomáš Kraus – zdobywca PŚ z 2006 r.

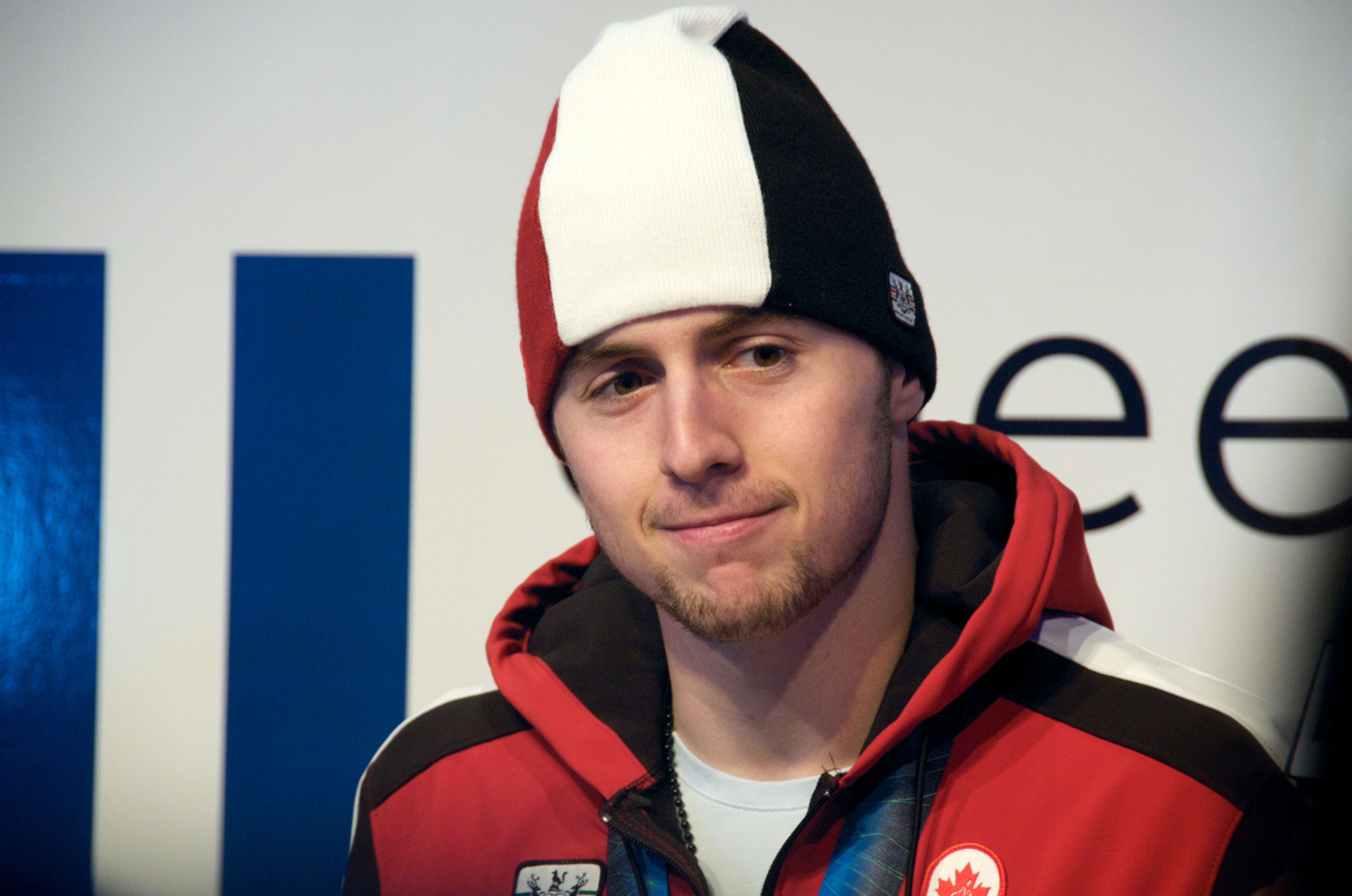
Alexandre Bilodeau – zdobywca PŚ z 2009 r.

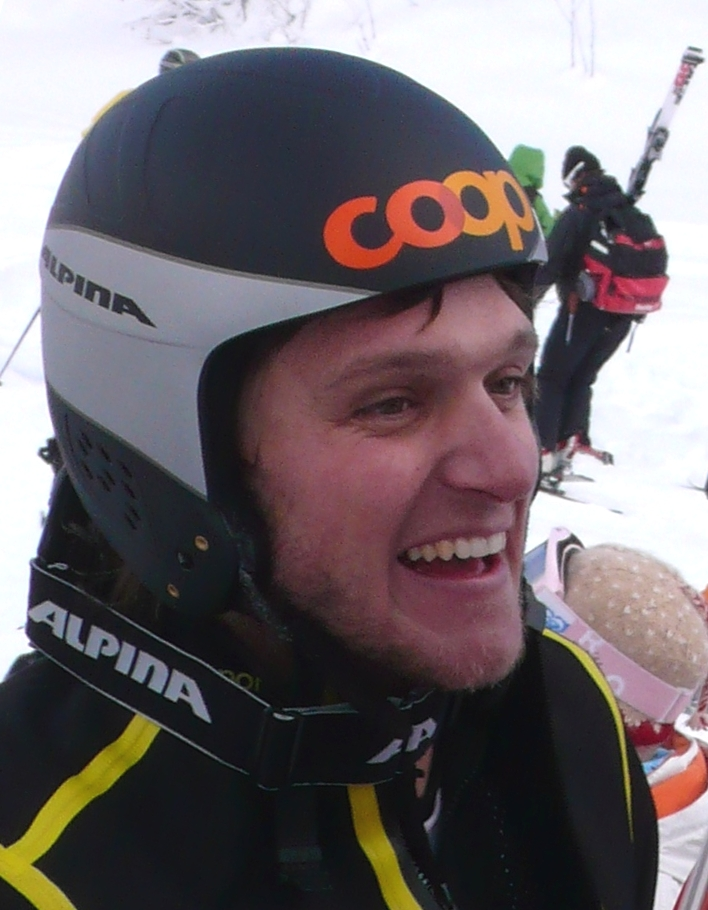
Michael Schmid – triumfator klasyfikacji skicrossu z 2010 r.

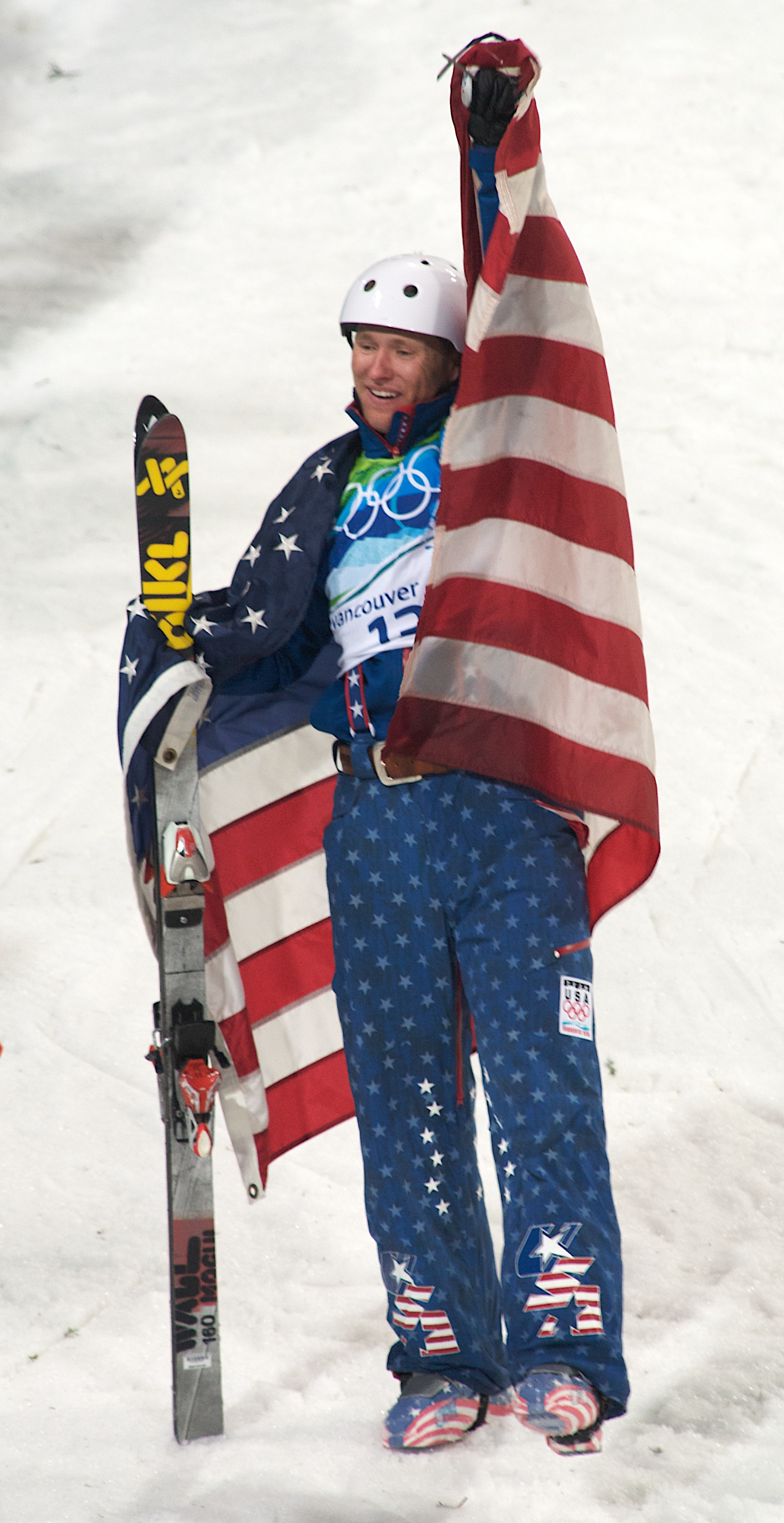
Jeret Peterson – triumfator klasyfikacji skoków akrobatycznych z 2005 r.

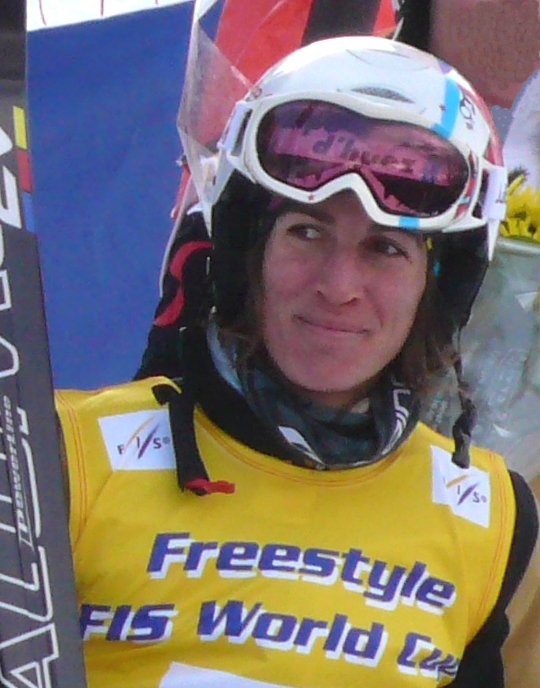
Ophélie David – zdobywczyni PŚ z 2006, 2008 i 2009 r.

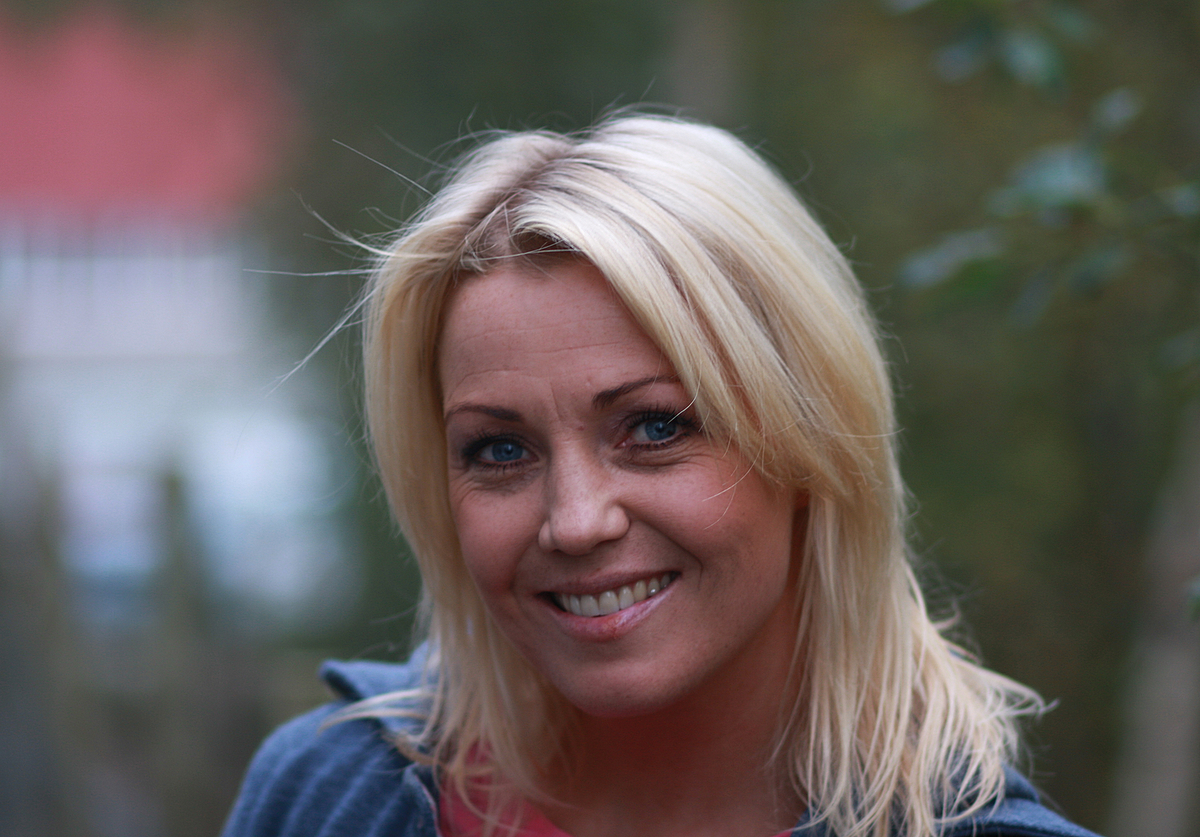
Kari Traa – zdobywczyni PŚ z 2004 r.

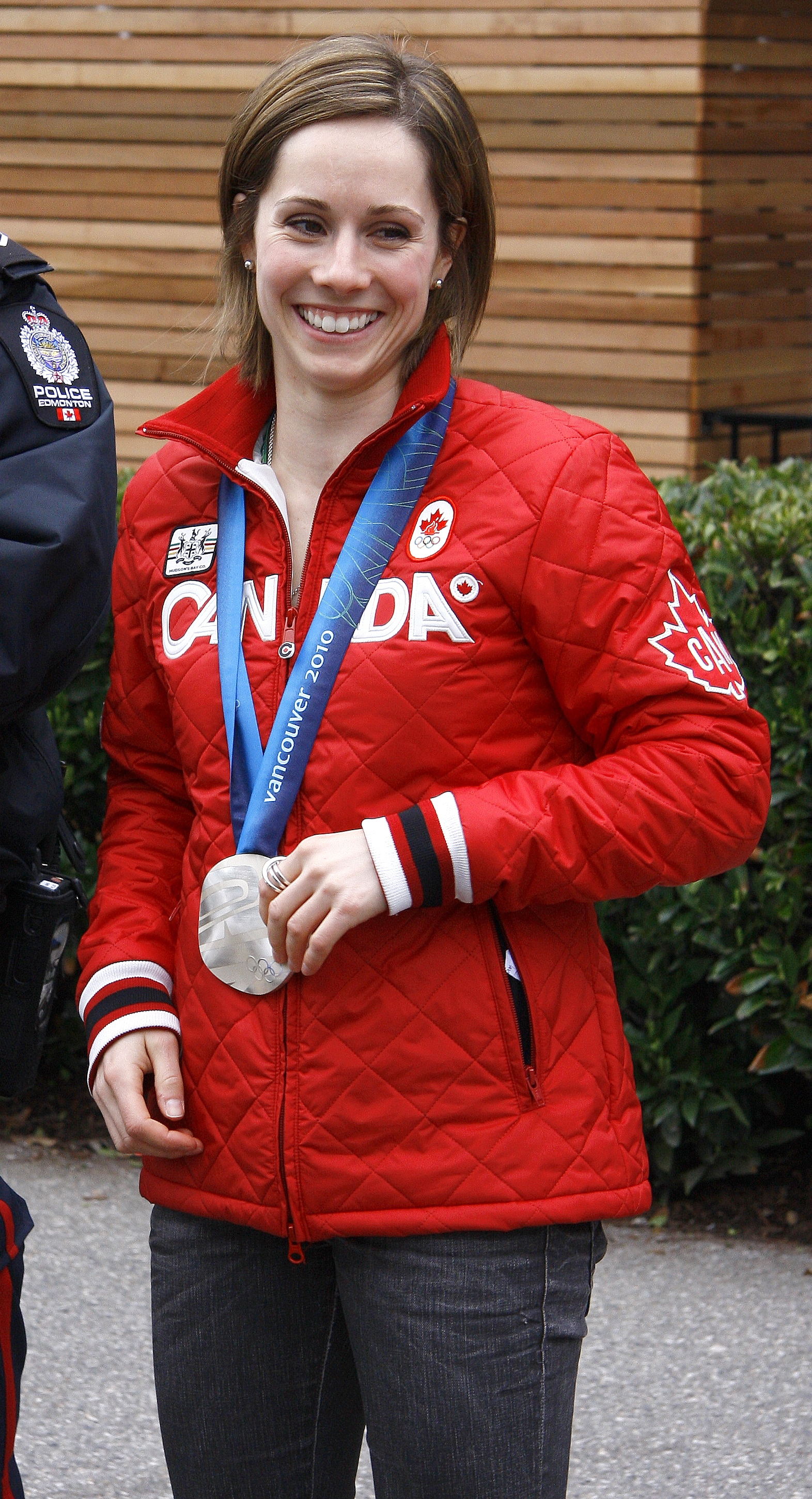
Jennifer Heil – zdobywczyni PŚ z 2007 r.

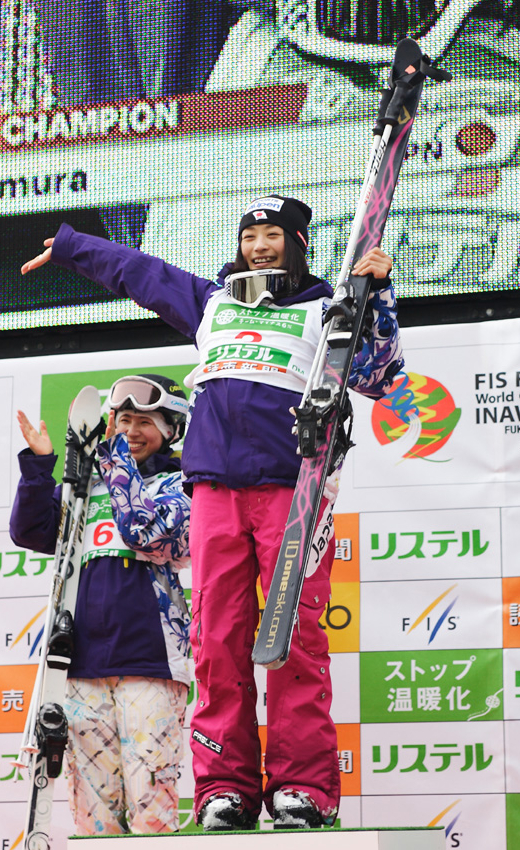
Aiko Uemura – zwyciężczyni klasyfikacji jazdy po muldach z 2008 r.

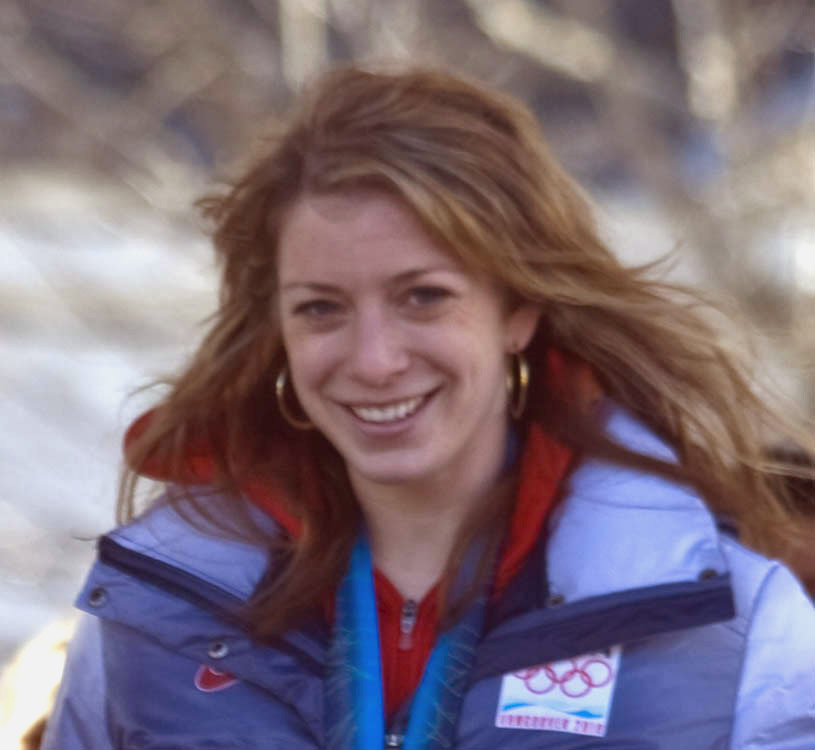
Hannah Kearney – zwyciężczyni klasyfikacji jazdy po muldach z 2009 r.

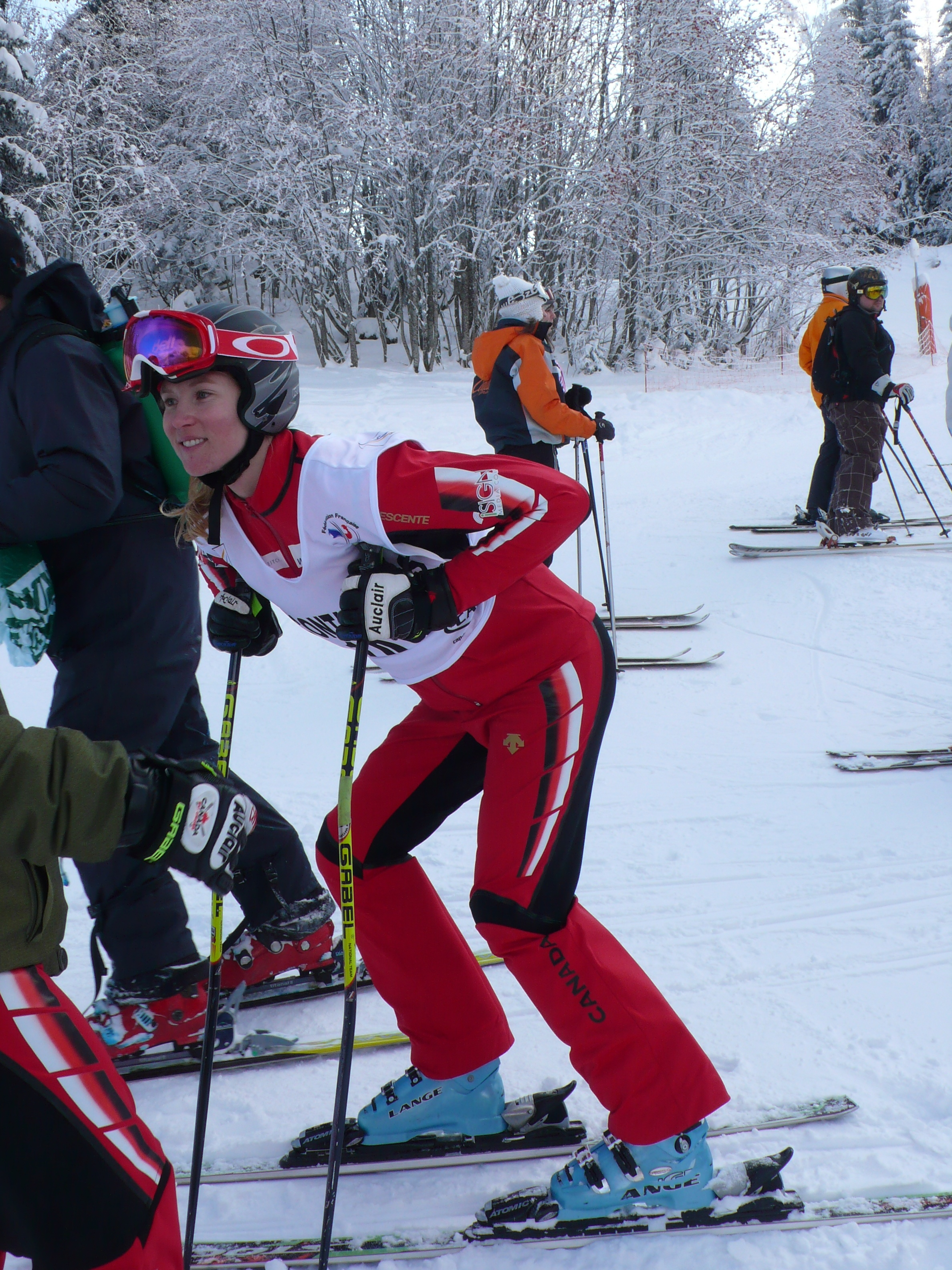
Ashleigh McIvor – druga w klasyfikacji skicrossu w 2010 r.

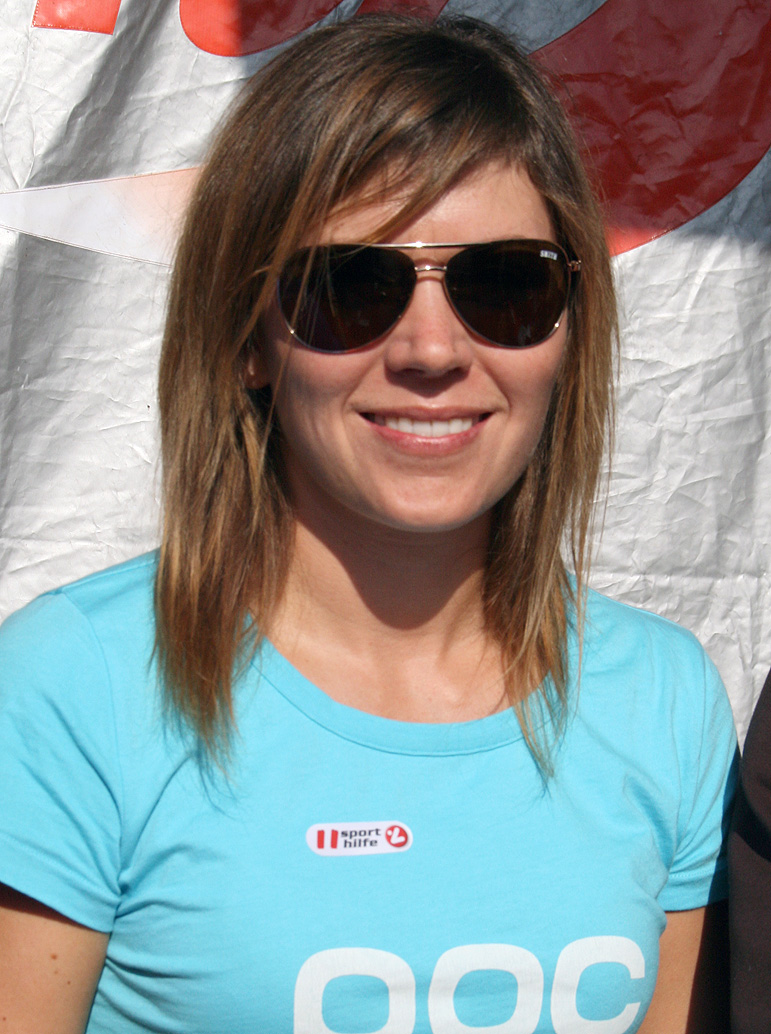
Karin Huttary – druga zawodniczka PŚ w 2006 r.

### Klasyfikacja generalna

#### Mężczyźni
| Sezon     | Zwycięzca                 | Drugi                                   | Trzeci                                            |
| --------- | ------------------------- | --------------------------------------- | ------------------------------------------------- |
| 1979/1980 | Greg Athans               | Scott Brooksbank                        | Rick Bowie                                        |
| 1980/1981 | Frank Beddor              | Greg Athans                             | Peter Judge                                       |
| 1981/1982 | Frank Beddor              | Peter Judge                             | Bruce Bolesky                                     |
| 1982/1983 | Alain LaRoche Peter Judge |                                         | Éric Laboureix                                    |
| 1983/1984 | Alain LaRoche             | Bruce Bolesky                           | Éric Laboureix                                    |
| 1984/1985 | Alain LaRoche             | Éric Laboureix                          | Chris Simboli                                     |
| 1985/1986 | Éric Laboureix            | Chris Simboli                           | John Witt                                         |
| 1986/1987 | Éric Laboureix            | John Witt                               | Chris Simboli                                     |
| 1987/1988 | Éric Laboureix            | Chris Simboli                           | Alain LaRoche                                     |
| 1988/1989 | Chris Simboli             | Scott Ogren                             | Alain LaRoche                                     |
| 1989/1990 | Éric Laboureix            | Olivier Allamand                        | Trace Worthington                                 |
| 1990/1991 | Éric Laboureix            | Youri Gilg                              | Trace Worthington                                 |
| 1991/1992 | Trace Worthington         | Youri Gilg Hugo Bonatti David Belhumeur |                                                   |
| 1992/1993 | Trace Worthington         | Rune Kristiansen                        | Jean-Luc Brassard                                 |
| 1993/1994 | Siergiej Szuplecow        | David Belhumeur                         | Trace Worthington Darcy Downs                     |
| 1994/1995 | Jonny Moseley             | Trace Worthington                       | David Belhumeur                                   |
| 1995/1996 | Jonny Moseley             | David Belhumeur                         | Heini Baumgartner                                 |
| 1996/1997 | Darcy Downs               | Fabrice Becker                          | Heini Baumgartner Jean-Luc Brassard Ian Edmondson |
| 1997/1998 | Fabrice Becker            | Jonny Moseley                           | Ian Edmondson                                     |
| 1998/1999 | Nicolas Fontaine          | Dzmitryj Daszczynski                    | Janne Lahtela                                     |
| 1999/2000 | Janne Lahtela             | Nicolas Fontaine                        | Alaksiej Hryszyn                                  |
| 2000/2001 | Mikko Ronkainen           | Eric Bergoust                           | Joe Pack Janne Lahtela                            |
| 2001/2002 | Eric Bergoust             | Jeremy Bloom                            | Alaksiej Hryszyn                                  |
| 2002/2003 | Dmitrij Archipow          | Steve Omischl                           | Jeff Bean                                         |
| 2003/2004 | Steve Omischl             | Mathias Wecxsteen                       | Laurent Favre                                     |
| 2004/2005 | Jeremy Bloom              | Tomáš Kraus                             | Isidor Grüner                                     |
| 2005/2006 | Tomáš Kraus               | Dale Begg-Smith                         | Roman Hofer                                       |
| 2006/2007 | Dale Begg-Smith           | Steve Omischl                           | Jeret Peterson                                    |
| 2007/2008 | Steve Omischl             | Tomáš Kraus                             | Dale Begg-Smith                                   |
| 2008/2009 | Alexandre Bilodeau        | Tomáš Kraus Steve Omischl               |                                                   |
| 2009/2010 | Anton Kusznir             | Mike Schmid                             | Dale Begg-Smith                                   |
| 2010/2011 | Guilbaut Colas            | Andreas Matt                            | Alexandre Bilodeau                                |
| 2011/2012 | Mikaël Kingsbury          | Patrick Deneen                          | Olivier Rochon                                    |
| 2012/2013 | Mikaël Kingsbury          | Alexandre Bilodeau                      | Alex Fiva                                         |
| 2013/2014 | Mikaël Kingsbury          | Alexandre Bilodeau                      | Jesper Tjäder                                     |
| 2014/2015 | Mikaël Kingsbury          | Mac Bohonnon                            | Jean Frédéric Chapuis                             |
| 2015/2016 | Mikaël Kingsbury          | Kevin Rolland                           | Jean Frédéric Chapuis                             |
| 2016/2017 | Mikaël Kingsbury          | Henrik Harlaut                          | Qi Guangpu                                        |
| 2017/2018 | Mikaël Kingsbury          | Alex Ferreira                           | Andri Ragettli                                    |
| 2018/2019 | Mikaël Kingsbury          | Bastien Midol                           | Wang Xindi                                        |
| 2019/2020 | Mikaël Kingsbury          | Noah Bowman                             | Aaron Blunck                                      |

#### Kobiety
| Sezon     | Zwyciężczyni                  | Druga                            | Trzecia                     |
| --------- | ----------------------------- | -------------------------------- | --------------------------- |
| 1979/1980 | Stéphanie Sloan               | Lauralee Bowie                   | Hedy Garhammer              |
| 1980/1981 | Marie-Claude Asselin          | Renée Lee Smith                  | Stéphanie Sloan             |
| 1981/1982 | Marie-Claude Asselin          | Conny Kissling                   | Hayley Wolff                |
| 1982/1983 | Conny Kissling                | Marie-Claude Asselin             | Eveline Wirth               |
| 1983/1984 | Conny Kissling                | Catherine Frarier                | Meredith Gardner            |
| 1984/1985 | Conny Kissling                | Meredith Gardner                 | Anna Fraser                 |
| 1985/1986 | Conny Kissling                | Anna Fraser                      | Meredith Gardner            |
| 1986/1987 | Conny Kissling                | Anna Fraser                      | Melanie Palenik             |
| 1987/1988 | Conny Kissling                | Meredith Gardner                 | Melanie Palenik             |
| 1988/1989 | Conny Kissling                | Meredith Gardner                 | Melanie Palenik             |
| 1989/1990 | Conny Kissling                | Sonja Reichart Donna Weinbrecht  |                             |
| 1990/1991 | Conny Kissling                | Jilly Curry                      | Maja Schmid                 |
| 1991/1992 | Conny Kissling                | Maja Schmid                      | Jilly Curry                 |
| 1992/1993 | Katherina Kubenk              | Maja Schmid                      | Jilly Curry                 |
| 1993/1994 | Kristean Porter               | Natalja Oriechowa                | Katherina Kubenk            |
| 1994/1995 | Kristean Porter               | Maja Schmid                      | Katherina Kubenk            |
| 1995/1996 | Katherina Kubenk              | Donna Weinbrecht Jelena Batałowa |                             |
| 1996/1997 | Stacey Blumer Jelena Batałowa |                                  | Katherina Kubenk            |
| 1997/1998 | Nikki Stone Jelena Batałowa   |                                  | Oksana Kuszczenko           |
| 1998/1999 | Jacqui Cooper                 | Nikki Stone Veronica Brenner     |                             |
| 1999/2000 | Jacqui Cooper                 | Veronica Brenner                 | Ann Battelle Marja Elfman   |
| 2000/2001 | Jacqui Cooper                 | Kari Traa                        | Ałła Cuper                  |
| 2001/2002 | Kari Traa                     | Ałła Cuper                       | Hannah Hardaway             |
| 2002/2003 | Kari Traa                     | Ingrid Berntsen                  | Margarita Marbler           |
| 2003/2004 | Kari Traa                     | Marie Martinod                   | Virginie Faivre             |
| 2004/2005 | Li Nina                       | Ophélie David                    | Karin Huttary Jennifer Heil |
| 2005/2006 | Ophélie David                 | Karin Huttary                    | Jennifer Heil               |
| 2006/2007 | Jennifer Heil                 | Jacqui Cooper                    | Li Nina                     |
| 2007/2008 | Ophélie David                 | Jacqui Cooper                    | Aiko Uemura                 |
| 2008/2009 | Ophélie David                 | Hannah Kearney                   | Jennifer Heil               |
| 2009/2010 | Li Nina                       | Ophélie David                    | Jennifer Heil               |
| 2010/2011 | Hannah Kearney                | Jennifer Heil                    | Cheng Shuang                |
| 2011/2012 | Hannah Kearney                | Xu Mengtao                       | Marielle Thompson           |
| 2012/2013 | Xu Mengtao                    | Virginie Faivre                  | Rosalind Groenewoud         |
| 2013/2014 | Hannah Kearney                | Li Nina                          | Justine Dufour-Lapointe     |
| 2014/2015 | Hannah Kearney                | Anna Holmlund                    | Kiley McKinnon              |
| 2015/2016 | Devin Logan                   | Anna Holmlund                    | Tiril Sjåstad Christiansen  |
| 2016/2017 | Britteny Cox                  | Emma Dahlström                   | Marielle Thompson           |
| 2017/2018 | Sandra Näslund                | Xu Mengtao                       | Jennie-Lee Burmansson       |
| 2018/2019 | Perrine Laffont               | Xu Mengtao                       | Fanny Smith                 |
| 2019/2020 | Perrine Laffont               | Sandra Näslund                   | Fanny Smith                 |

### Poszczególne konkurencje

#### Mężczyźni
| Sezon     | AE                   | MO                 | SX                    | HP                | SS                              | BA                 |
| --------- | -------------------- | ------------------ | --------------------- | ----------------- | ------------------------------- | ------------------ |
| 1979/1980 | John Eaves           | Greg Athans        |                       |                   |                                 |                    |
| 1980/1981 | Jean Corriveau       | Nano Pourtier      |                       |                   |                                 |                    |
| 1981/1982 | Craig Clow           | Nano Pourtier      |                       |                   |                                 |                    |
| 1982/1983 | Sandro Wirth         | Bill Keenan        |                       |                   |                                 |                    |
| 1983/1984 | Yves LaRoche         | Philippe Bron      |                       |                   |                                 |                    |
| 1984/1985 | Lloyd Langlois       | Philippe Bron      |                       |                   |                                 |                    |
| 1985/1986 | Yves LaRoche         | Steve Desovich     |                       |                   |                                 |                    |
| 1986/1987 | Jean-Marc Rozon      | Martti Kellokumpu  |                       |                   |                                 |                    |
| 1987/1988 | Jean-Marc Rozon      | Nelson Carmichael  |                       |                   |                                 |                    |
| 1988/1989 | Tor Skeie            | Nelson Carmichael  |                       |                   |                                 |                    |
| 1989/1990 | Jean-Marc Bacquin    | Edgar Grospiron    |                       |                   |                                 |                    |
| 1990/1991 | Philippe LaRoche     | Edgar Grospiron    |                       |                   |                                 |                    |
| 1991/1992 | Philippe LaRoche     | Edgar Grospiron    |                       |                   |                                 |                    |
| 1992/1993 | Lloyd Langlois       | Jean-Luc Brassard  |                       |                   |                                 |                    |
| 1993/1994 | Philippe LaRoche     | Edgar Grospiron    |                       |                   |                                 |                    |
| 1994/1995 | Trace Worthington    | Siergiej Szuplecow |                       |                   |                                 |                    |
| 1995/1996 | Sébastien Foucras    | Jean-Luc Brassard  |                       |                   |                                 |                    |
| 1996/1997 | Nicolas Fontaine     | Jean-Luc Brassard  |                       |                   |                                 |                    |
| 1997/1998 | Nicolas Fontaine     | Jonny Moseley      |                       |                   |                                 |                    |
| 1998/1999 | Nicolas Fontaine     | Janne Lahtela      |                       |                   |                                 |                    |
| 1999/2000 | Nicolas Fontaine     | Janne Lahtela      |                       |                   |                                 |                    |
| 2000/2001 | Eric Bergoust        | Mikko Ronkainen    |                       |                   |                                 |                    |
| 2001/2002 | Eric Bergoust        | Jeremy Bloom       |                       |                   |                                 |                    |
| 2002/2003 | Dmitrij Archipow     | Travis Cabral      | Hiroomi Takizawa      |                   |                                 |                    |
| 2003/2004 | Steve Omischl        | Janne Lahtela      | Jesper Brugge         | Mathias Wecxsteen |                                 |                    |
| 2004/2005 | Jeret Peterson       | Jeremy Bloom       | Tomáš Kraus           |                   |                                 |                    |
| 2005/2006 | Dzmitryj Daszczynski | Dale Begg-Smith    | Tomáš Kraus           | Kalle Leinonen    |                                 |                    |
| 2006/2007 | Steve Omischl        | Dale Begg-Smith    | Audun Grønvold        | Kalle Leinonen    |                                 |                    |
| 2007/2008 | Steve Omischl        | Dale Begg-Smith    | Tomáš Kraus           | Matthew Hayward   |                                 |                    |
| 2008/2009 | Steve Omischl        | Alexandre Bilodeau | Tomáš Kraus           | Kevin Rolland     |                                 |                    |
| 2009/2010 | Anton Kusznir        | Dale Begg-Smith    | Mike Schmid           |                   |                                 |                    |
| 2010/2011 | Qi Guangpu           | Guilbaut Colas     | Andreas Matt          | Benoit Valentin   |                                 |                    |
| 2011/2012 | Olivier Rochon       | Mikaël Kingsbury   | Filip Flisar          | David Wise        | Cyrill Hunziker Thomas Wallisch |                    |
| 2012/2013 | Jia Zongyang         | Mikaël Kingsbury   | Alex Fiva             | Micheal Riddle    | James Woods                     |                    |
| 2013/2014 | Liu Zhongqing        | Mikaël Kingsbury   | Victor Öhling Norberg | Justin Dorey      | Jesper Tjäder                   |                    |
| 2014/2015 | Mac Bohonnon         | Mikaël Kingsbury   | Jean Frédéric Chapuis | David Wise        | Felix Stridsberg-Usterud        |                    |
| 2015/2016 | Ołeksandr Abramenko  | Mikaël Kingsbury   | Jean Frédéric Chapuis | Kevin Rolland     | Andri Ragettli                  |                    |
| 2016/2017 | Qi Guangpu           | Mikaël Kingsbury   | Jean Frédéric Chapuis | Kevin Rolland     | McRae Williams                  | Henrik Harlaut     |
| 2017/2018 | Maksim Burow         | Mikaël Kingsbury   | Marc Bischofberger    | Alex Ferreira     | Andri Ragettli                  | Christian Nummedal |
| 2018/2019 | Wang Xindi           | Mikaël Kingsbury   | Bastien Midol         | Simon d’Artois    | Mac Forehand                    | Andri Ragettli     |
| 2019/2020 | Noé Roth             | Mikaël Kingsbury   | Kevin Drury           | Aaron Blunck      | Andri Ragettli                  | Birk Ruud          |
| 2020/2021 | Maksim Burow         | Matt Graham        | Reece Howden          | Aaron Blunck      | Colby Stevenson                 | Birk Ruud          |
| 2021/2022 | Maksim Burow         | Mikaël Kingsbury   | Ryan Regez            | Brendan Mackay    | Andri Ragettli                  | Matěj Švancer      |
| 2022/2023 | Noé Roth             | Mikaël Kingsbury   | Reece Howden          | Birk Irving       | Birk Ruud                       | Birk Ruud          |
| 2023/2024 | Qi Guangpu           | Mikaël Kingsbury   | David Mobärg          | Alex Ferreira     | Mac Forehand                    | Alexander Hall     |
| 2024/2025 | Qi Guangpu           | Mikaël Kingsbury   | Reece Howden          | Alex Ferreira     | Alexander Hall                  | Luca Harrington    |

#### Kobiety
| Sezon     | AE                               | MO                                       | SX                | HP                   | SS                         | BA               |
| --------- | -------------------------------- | ---------------------------------------- | ----------------- | -------------------- | -------------------------- | ---------------- |
| 1979/1980 | Lauralee Bowie                   | Hilary Engish                            |                   |                      |                            |                  |
| 1980/1981 | Marie-Claude Asselin Maja Berg   | Hilary Engish                            |                   |                      |                            |                  |
| 1981/1982 | Marie-Claude Asselin             | Hilary Engish                            |                   |                      |                            |                  |
| 1982/1983 | Marie-Claude Asselin             | Hayley Wolff Mary-Jo Tiampo              |                   |                      |                            |                  |
| 1983/1984 | Eveline Wirth                    | Hilary Engish                            |                   |                      |                            |                  |
| 1984/1985 | Meredith Gardner                 | Mary-Jo Tiampo                           |                   |                      |                            |                  |
| 1985/1986 | Anna Fraser                      | Mary-Jo Tiampo Catherine Frarier         |                   |                      |                            |                  |
| 1986/1987 | Sonja Reichart                   | Raphaëlle Monod                          |                   |                      |                            |                  |
| 1987/1988 | Meredith Gardner                 | Stine Lise Hattestad Tatjana Mittermayer |                   |                      |                            |                  |
| 1988/1989 | Sonja Reichart Catherine Lombard | Raphaëlle Monod                          |                   |                      |                            |                  |
| 1989/1990 | Sonja Reichart                   | Jilly Curry                              |                   |                      |                            |                  |
| 1990/1991 | Elfie Simchen                    | Donna Weinbrecht                         |                   |                      |                            |                  |
| 1991/1992 | Kirstie Marshall                 | Donna Weinbrecht                         |                   |                      |                            |                  |
| 1992/1993 | Lina Cheryazova                  | Stine Lise Hattestad                     |                   |                      |                            |                  |
| 1993/1994 | Lina Cheryazova                  | Donna Weinbrecht                         |                   |                      |                            |                  |
| 1994/1995 | Nikki Stone                      | Raphaëlle Monod                          |                   |                      |                            |                  |
| 1995/1996 | Colette Brand                    | Donna Weinbrecht                         |                   |                      |                            |                  |
| 1996/1997 | Veronica Brenner                 | Tatjana Mittermayer                      |                   |                      |                            |                  |
| 1997/1998 | Nikki Stone                      | Marja Elfman                             |                   |                      |                            |                  |
| 1998/1999 | Jacqui Cooper                    | Ann Battelle Marja Elfman                |                   |                      |                            |                  |
| 1999/2000 | Jacqui Cooper                    | Ann Battelle Marja Elfman                |                   |                      |                            |                  |
| 2000/2001 | Jacqui Cooper                    | Kari Traa                                |                   |                      |                            |                  |
| 2001/2002 | Ałła Cuper                       | Kari Traa                                |                   |                      |                            |                  |
| 2002/2003 | Alisa Camplin                    | Shannon Bahrke                           | Valentine Scuotto |                      |                            |                  |
| 2003/2004 | Alisa Camplin                    | Jennifer Heil                            | Ophélie David     | Marie Martinod       |                            |                  |
| 2004/2005 | Li Nina                          | Jennifer Heil                            | Ophélie David     |                      |                            |                  |
| 2005/2006 | Evelyne Leu                      | Jennifer Heil                            | Ophélie David     | Anaïs Caradeux       |                            |                  |
| 2006/2007 | Jacqui Cooper                    | Jennifer Heil                            | Ophélie David     | Jessica Cumming      |                            |                  |
| 2007/2008 | Jacqui Cooper                    | Aiko Uemura                              | Ophélie David     | Sarah Burke          |                            |                  |
| 2008/2009 | Lydia Lassila                    | Hannah Kearney                           | Ophélie David     | Virginie Faivre      |                            |                  |
| 2009/2010 | Li Nina                          | Jennifer Heil                            | Ophélie David     |                      |                            |                  |
| 2010/2011 | Cheng Shuang                     | Hannah Kearney                           | Anna Holmlund     | Sarah Burke          |                            |                  |
| 2011/2012 | Xu Mengtao                       | Hannah Kearney                           | Marielle Thompson | Brita Sigourney      | Linn-Ida Murud Kaya Turski |                  |
| 2012/2013 | Xu Mengtao                       | Hannah Kearney                           | Fanny Smith       | Virginie Faivre      | Keri Herman                |                  |
| 2013/2014 | Li Nina                          | Hannah Kearney                           | Marielle Thompson | Devin Logan          | Lisa Zimmermann            |                  |
| 2014/2015 | Kiley McKinnon                   | Hannah Kearney                           | Anna Holmlund     | Ayana Onozuka        | Emma Dahlström             |                  |
| 2015/2016 | Ashley Caldwell                  | Chloé Dufour-Lapointe                    | Anna Holmlund     | Ayana Onozuka        | Tiril Sjåstad Christiansen |                  |
| 2016/2017 | Xu Mengtao                       | Britteny Cox                             | Marielle Thompson | Marie Martinod       | Sarah Höfflin              | Emma Dahlström   |
| 2017/2018 | Xu Mengtao                       | Perrine Laffont                          | Sandra Näslund    | Cassie Sharpe        | Jennie-Lee Burmansson      | Silvia Bertagna  |
| 2018/2019 | Xu Mengtao                       | Perrine Laffont                          | Fanny Smith       | Cassie Sharpe        | Megan Oldham               | Elena Gaskell    |
| 2019/2020 | Laura Peel                       | Perrine Laffont                          | Sandra Näslund    | Walerija Diemidowa   | Sarah Höfflin              | Giulia Tanno     |
| 2020/2021 | Laura Peel                       | Perrine Laffont                          | Fanny Smith       | Rachael Karker       | Tess Ledeux                | Giulia Tanno     |
| 2021/2022 | Xu Mengtao                       | Jakara Anthony                           | Sandra Näslund    | Eileen Gu            | Kelly Sildaru              | Tess Ledeux      |
| 2022/2023 | Danielle Scott                   | Perrine Laffont                          | Sandra Näslund    | Rachael Karker       | Johanne Killi              | Tess Ledeux      |
| 2023/2024 | Danielle Scott                   | Jakara Anthony                           | Marielle Thompson | Eileen Gu            | Mathilde Gremaud           | Mathilde Gremaud |
| 2024/2025 | Laura Peel                       | Jaelin Kauf                              | Fanny Smith       | Li Fanghui Zoe Atkin | Tess Ledeux                | Flora Tabanelli  |

### Konkurencje już nie rozgrywane

#### Mężczyźni
| Sezon     | Balet                             | Kombinacja                   | Muldy podwójne  |
| --------- | --------------------------------- | ---------------------------- | --------------- |
| 1979/1980 | Bob Howard                        | Greg Athans                  |                 |
| 1980/1981 | Bob Howard                        | Frank Beddor                 |                 |
| 1981/1982 | Ian Edmondson                     | Frank Beddor                 |                 |
| 1982/1983 | Richard Schabl                    | Alain LaRoche Éric Laboureix |                 |
| 1983/1984 | Richard Schabl Hermann Reitberger | Alain LaRoche                |                 |
| 1984/1985 | Hermann Reitberger                | Alain LaRoche                |                 |
| 1985/1986 | Hermann Reitberger                | Éric Laboureix               |                 |
| 1986/1987 | Hermann Reitberger                | Éric Laboureix               |                 |
| 1987/1988 | Hermann Reitberger                | Alain LaRoche                |                 |
| 1988/1989 | Hermann Reitberger                | Chris Simboli                |                 |
| 1989/1990 | Roberto Franco                    | Éric Laboureix               |                 |
| 1990/1991 | Rune Kristiansen                  | Éric Laboureix               |                 |
| 1991/1992 | Rune Kristiansen                  | Trace Worthington            |                 |
| 1992/1993 | Rune Kristiansen                  | Trace Worthington            |                 |
| 1993/1994 | Fabrice Becker                    | David Belhumeur              |                 |
| 1994/1995 | Rune Kristiansen                  | Trace Worthington            |                 |
| 1995/1996 | Heini Baumgartner                 | Jonny Moseley                | Jesper Rönnback |
| 1996/1997 | Fabrice Becker                    | Toben Sutherland             | Thony Hemery    |
| 1997/1998 | Fabrice Becker Ian Edmondson      |                              | Jesper Rönnback |
| 1998/1999 |                                   |                              | Thony Hemery    |
| 1999/2000 |                                   |                              | Janne Lahtela   |
| 2000/2001 |                                   |                              |                 |
| 2001/2002 |                                   |                              | Richard Gay     |
| 2002/2003 |                                   |                              | Janne Lahtela   |

#### Kobiety
| Sezon     | Balet                      | Kombinacja           | Muldy podwójne    |
| --------- | -------------------------- | -------------------- | ----------------- |
| 1979/1980 | Jan Bucher                 | Stéphanie Sloan      |                   |
| 1980/1981 | Jan Bucher                 | Marie-Claude Asselin |                   |
| 1981/1982 | Jan Bucher                 | Marie-Claude Asselin |                   |
| 1982/1983 | Jan Bucher                 | Marie-Claude Asselin |                   |
| 1983/1984 | Jan Bucher                 | Conny Kissling       |                   |
| 1984/1985 | Christine Rossi            | Conny Kissling       |                   |
| 1985/1986 | Jan Bucher                 | Conny Kissling       |                   |
| 1986/1987 | Jan Bucher Christine Rossi | Conny Kissling       |                   |
| 1987/1988 | Christine Rossi            | Conny Kissling       |                   |
| 1988/1989 | Jan Bucher                 | Conny Kissling       |                   |
| 1989/1990 | Conny Kissling             | Conny Kissling       |                   |
| 1990/1991 | Conny Kissling             | Conny Kissling       |                   |
| 1991/1992 | Conny Kissling             | Conny Kissling       |                   |
| 1992/1993 | Ellen Breen                | Katherina Kubenk     |                   |
| 1993/1994 | Ellen Breen                | Maja Schmid          |                   |
| 1994/1995 | Ellen Breen                | Maja Schmid          |                   |
| 1995/1996 | Jelena Batałowa            |                      | Candice Gilg      |
| 1996/1997 | Jelena Batałowa            |                      | Candice Gilg      |
| 1997/1998 | Jelena Batałowa            |                      | Kari Traa         |
| 1998/1999 | Jelena Batałowa            |                      | Michelle Roark    |
| 1999/2000 |                            |                      | Kari Traa         |
| 2000/2001 |                            |                      |                   |
| 2001/2002 |                            |                      | Christine Gerg    |
| 2002/2003 |                            |                      | Margarita Marbler |

## Wielokrotni zwycięzcy
| Lp. | Zawodnik                                                   | Tytuły |
| 1.  | Mikaël Kingsbury 2011/2012 – 2019/2020                     | 9      |
| 2.  | Éric Laboureix 1985/1986 – 1987/1988; 1989/1990; 1990/1991 | 5      |
| 3.  | Alain LaRoche 1982/1983; 1983/1984; 1984/1985              | 3      |
| 4.  | Frank Beddor 1980/1981; 1981/1982                          | 2      |
| 4.  | Trace Worthington 1991/1992; 1992/1993                     | 2      |
| 4.  | Jonny Moseley 1994/1995; 1995/1996                         | 2      |
| 4.  | Steve Omischl 2003/2004; 2007/2008                         | 2      |

| Lp. | Zawodniczka                                               | Tytuły |
| 1.  | Conny Kissling 1982/1983 – 1991/1992                      | 10     |
| 2.  | Hannah Kearney 2010/2011; 2011/2012; 2013/2014; 2014/2015 | 4      |
| 3.  | Jacqui Cooper 1998/1999; 1999/2000; 2000/2001             | 3      |
| 3.  | Kari Traa 2001/2002; 2002/2003; 2003/2004                 | 3      |
| 3.  | Ophélie David 2005/2006; 2007/2008; 2008/2009             | 3      |
| 6.  | Marie-Claude Asselin 1980/1981; 1981/1982                 | 2      |
| 6.  | Katherina Kubenk 1992/1993; 1995/1996                     | 2      |
| 6.  | Kristean Porter 1993/1994; 1994/1995                      | 2      |
| 6.  | Jelena Batałowa 1996/1997; 1997/1998                      | 2      |
| 6.  | Li Nina 2004/2005; 2009/2010                              | 2      |
| 6.  | Perrine Laffont 2018/2019; 2019/2020                      | 2      |

- Klasyfikacja obejmuje sezony od 1979/1980 do 2019/2020

## Podział według krajów
| Lp. | Kraj              | Tytuły | Mężczyźni | Kobiety |
| 1.  | Kanada            | 25     | 19        | 6       |
| 2.  | Stany Zjednoczone | 17     | 8         | 9       |
| 3.  | Francja           | 12     | 7         | 5       |
| 3.  | Szwajcaria        | 10     | 0         | 10      |
| 5.  | Australia         | 5      | 1         | 4       |
| 6.  | Rosja             | 4      | 2         | 2       |
| 7.  | Norwegia          | 3      | 0         | 3       |
| 8.  | Chiny             | 2      | 0         | 2       |
|     | Finlandia         | 2      | 2         | 0       |
| 10. | Białoruś          | 1      | 1         | 0       |
|     | Czechy            | 1      | 1         | 0       |
|     | Szwecja           | 1      | 0         | 1       |

- Klasyfikacja obejmuje sezony od 1979/1980 do 2019/2020

## Najwięcej zwycięstw w konkursach Pucharu Świata
Stan na 30 marca 2025.
Tablica obejmuje zestawienie wszystkich zawodników i zawodniczek, którzy odnieśli minimum 20 zwycięstw w zawodach Pucharu Świata.
| Lp. | Zawodnik          | Zwycięstwa |
| --- | ----------------- | ---------- |
| 1   | Mikaël Kingsbury* | 99         |
| 2   | Rune Kristiansen  | 38         |
| 3   | Trace Worthington | 37         |
| 4   | Éric Laboureix    | 34         |
| 5   | Edgar Grospiron   | 28         |
| 6   | Janne Lahtela     | 22         |
| 7   | Ikuma Horishima*  | 22         |
| 8   | Fabrice Becker    | 21         |
| 9   | Alain LaRoche     | 21         |
| 10  | Lloyd Langlois    | 21         |
| 11  | Jean-Luc Brassard | 20         |
| 12  | Steve Omischl     | 20         |

| Lp. | Zawodnik             | Zwycięstwa |
| --- | -------------------- | ---------- |
| 1   | Conny Kissling       | 106        |
| 2   | Jan Bucher           | 57         |
| 3   | Hannah Kearney       | 46         |
| 4   | Donna Weinbrecht     | 46         |
| 5   | Sandra Näslund*      | 39         |
| 6   | Kari Traa            | 36         |
| 7   | Marielle Thompson*   | 36         |
| 8   | Marie-Claude Asselin | 35         |
| 9   | Fanny Smith*         | 35         |
| 10  | Perrine Laffont*     | 33         |
| 11  | Xu Mengtao*          | 29         |
| 12  | Ophélie David        | 26         |
| 13  | Jelena Batałowa      | 25         |
| 14  | Jacqui Cooper        | 25         |
| 15  | Jennifer Heil        | 25         |
| 16  | Ellen Breen          | 23         |
| 17  | Jakara Anthony*      | 23         |
| 18  | Hilary Engish        | 22         |
| 19  | Christine Rossi      | 21         |
| 20  | Raphaëlle Monod      | 20         |

(*) – zawodnicy wciąż aktywni.